# 功夫卫视
功夫卫视是中华功夫卫星电视台的简称，是一家位于中国澳门由河南广播电视台、澳门澳亚卫视有限公司和北京艺泰传媒有限公司合作开办的卫星电视台
。该电视台旨在弘扬中华武术文化，提高中国功夫影响力。
2019年6月14日，功夫卫视在100.5°E亚洲5号卫星C波段消失，頻道停播。

## 主要節目
- 功夫CLUB
- 武林高手
- 武林探秘
- 功夫与养生
- 功夫SHOW
- 功夫茶
- 以武会友
- 武林快报
- 功夫剧场

## 参看
- 河南卫视
- 河南广播电视台
- 澳门澳亚卫视